# Liste des ministres français du Travail
Pour les autres articles nationaux ou selon les autres juridictions, voir Ministre du Travail.
Cette page donne la liste des ministres français chargés des questions relatives au Travail. Ils dirigent le ministère du Travail, ou, s'il est différent, le ministère des Affaires sociales.
Depuis le 23 décembre 2024, Catherine Vautrin est Ministre du Travail, de la Santé, des Solidarités et des Familles dans le gouvernement de François Bayrou.
Les dates indiquées sont les dates de prise ou de cessation des fonctions, qui sont en général la veille de la date du Journal officiel dans lequel est paru le décret de nomination.

## Dénomination
Le nom du ministère a fréquemment varié dans l'histoire, et a parfois été partagé entre plusieurs ministres.
Un « ministre des Affaires sociales » a été nommé à plusieurs reprises, regroupant les fonctions du Ministre du Travail, du Ministre de la Santé publique, notamment en 1943-44, en 1947, en 1956-57 et en 1966-69.
Cependant, dès 1972, le ministre des Affaires sociales n'a plus la charge de la Santé, confiée à un autre ministre. Depuis, un « ministre des Affaires sociales » ou « de la (des) solidarité(s) » a parfois été nommé, et d'autres portefeuilles à vocations sociale comme l'emploi, la sécurité sociale, la famille, la cohésion sociale etc.
Un ministère ou secrétariat d'État des « Affaires sociales » ou de(s) « Solidarité(s) » a existé dans les périodes suivantes :
- En étant chargé du Travail mais pas de la Santé : en 1944, 1947, 1972-73, 1982-84, 1986-88, 1995-2004 et 2007-2010
- En étant chargé de la Santé mais pas du Travail : en 1984-1986, 1988-1995, 2004-2007 et depuis 2012
- En étant chargé du Travail et de la Santé : en 1943-44, 1956-57 et 1966-69
- Sous la forme d'un ministère indépendant n'étant ni charge du Travail ni de la Santé : en 1981-82, 1992-93 et 2010-12

La liste ci-dessous recense les ministres chargés du travail. Lorsque le ministère est scindé, les ministres des Affaires sociales et/ou de la Santé sont référencés dans la liste des ministres français des Solidarités et de la Santé.

## Troisième République
| Ministre                         | Intitulé                                                                                          | Autre ministre ou Secrétaire d'État | Intitulé                                                                                 | Gouvernement                       | Début                         | Fin                           |
| Présidence d'Armand Fallières    | Présidence d'Armand Fallières                                                                     | Présidence d'Armand Fallières       | Présidence d'Armand Fallières                                                            | Présidence d'Armand Fallières      | Présidence d'Armand Fallières | Présidence d'Armand Fallières |
| -------------------------------- | ------------------------------------------------------------------------------------------------- | ----------------------------------- | ---------------------------------------------------------------------------------------- | ---------------------------------- | ----------------------------- | ----------------------------- |
| Gaston Doumergue                 | Ministre du Commerce, de l'Industrie et du Travail                                                | Aucun                               | Aucun                                                                                    | Sarrien                            | 14 mars 1906                  | 25 octobre 1906               |
| René Viviani                     | Ministre du Travail et de la Prévoyance sociale                                                   | Aucun                               | Aucun                                                                                    | Clemenceau 1 Briand 1              | 25 octobre 1906               | 3 novembre 1910               |
| Louis Lafferre                   | Ministre du Travail et de la Prévoyance sociale                                                   | Aucun                               | Aucun                                                                                    | Briand 2                           | 3 novembre 1910               | 2 mars 1911                   |
| Joseph Paul-Boncour              | Ministre du Travail et de la Prévoyance sociale                                                   | Aucun                               | Aucun                                                                                    | Monis                              | 2 mars 1911                   | 27 juin 1911                  |
| René Renoult                     | Ministre du Travail et de la Prévoyance sociale                                                   | Aucun                               | Aucun                                                                                    | Caillaux                           | 27 juin 1911                  | 14 janvier 1912               |
| Léon Bourgeois                   | Ministre du Travail et de la Prévoyance sociale                                                   | Aucun                               | Aucun                                                                                    | Poincaré 1                         | 14 janvier 1912               | 21 janvier 1913               |
| René Besnard                     | Ministre du Travail et de la Prévoyance sociale                                                   | Aucun                               | Aucun                                                                                    | Briand 3                           | 21 janvier 1913               | 18 février 1913               |
| Présidence de Raymond Poincaré   |                                                                                                   |                                     |                                                                                          |                                    |                               |                               |
| René Besnard                     | Ministre du Travail et de la Prévoyance sociale                                                   | Aucun                               | Aucun                                                                                    | Briand 4                           | 18 février 1913               | 22 mars 1913                  |
| Henry Chéron                     | Ministre du Travail et de la Prévoyance sociale                                                   | Aucun                               | Aucun                                                                                    | Barthou                            | 22 mars 1913                  | 9 décembre 1913               |
| Albert Métin                     | Ministre du Travail et de la Prévoyance sociale                                                   | Aucun                               | Aucun                                                                                    | Doumergue 1                        | 9 décembre 1913               | 9 juin 1914                   |
| Jean-Baptiste Abel               | Ministre du Travail et de la Prévoyance sociale                                                   | Aucun                               | Aucun                                                                                    | Ribot 4                            | 9 juin 1914                   | 13 juin 1914                  |
| Maurice Couyba                   | Ministre du Travail et de la Prévoyance sociale                                                   | Aucun                               | Aucun                                                                                    | Viviani 1                          | 13 juin 1914                  | 26 août 1914                  |
| Jean-Baptiste Bienvenu-Martin    | Ministre du Travail et de la Prévoyance sociale                                                   | Aucun                               | Aucun                                                                                    | Viviani 2                          | 26 août 1914                  | 29 octobre 1915               |
| Albert Métin                     | Ministre du Travail et de la Prévoyance sociale                                                   | Aucun                               | Aucun                                                                                    | Briand 5                           | 29 octobre 1915               | 12 décembre 1916              |
| Étienne Clémentel                | Ministre du Commerce, de l'Industrie, de l'Agriculture, du Travail, des Postes et des Télégraphes | Constant Roden                      | Sous-secrétaire d'État au Travail et à la Prévoyance sociale                             | Briand 6                           | 12 décembre 1916              | 20 mars 1917                  |
| Léon Bourgeois                   | Ministre du Travail et de la Prévoyance sociale                                                   | Constant Roden                      | Sous-secrétaire d'État au Travail et à la Prévoyance sociale                             | Ribot 5                            | 20 mars 1917                  | 12 septembre 1917             |
| André Renard                     | Ministre du Travail et de la Prévoyance sociale                                                   | Aucun                               | Aucun                                                                                    | Painlevé 1                         | 12 septembre 1917             | 16 novembre 1917              |
| Pierre Colliard                  | Ministre du Travail et de la Prévoyance sociale                                                   | Aucun                               | Aucun                                                                                    | Clemenceau 2                       | 16 novembre 1917              | 2 décembre 1919               |
| Paul Jourdain                    | Ministre du Travail et de la Prévoyance sociale                                                   | Aucun                               | Aucun                                                                                    | Clemenceau 2                       | 2 décembre 1919               | 20 janvier 1920               |
| Paul Jourdain                    | Ministre du Travail                                                                               | Aucun                               | Aucun                                                                                    | Millerand 1                        | 20 janvier 1920               | 18 février 1920               |
| Présidence de Paul Deschanel     |                                                                                                   |                                     |                                                                                          |                                    |                               |                               |
| Paul Jourdain                    | Ministre du Travail                                                                               | Aucun                               | Aucun                                                                                    | Millerand 2                        | 18 février 1920               | 24 septembre 1920             |
| Présidence d'Alexandre Millerand |                                                                                                   |                                     |                                                                                          |                                    |                               |                               |
| Paul Jourdain                    | Ministre du Travail                                                                               | Aucun                               | Aucun                                                                                    | Leygues                            | 24 septembre 1920             | 16 janvier 1921               |
| Daniel Daniel-Vincent            | Ministre du Travail                                                                               | Aucun                               | Aucun                                                                                    | Briand 7                           | 16 janvier 1921               | 15 janvier 1922               |
| Albert Peyronnet                 | Ministre du Travail                                                                               | Aucun                               | Aucun                                                                                    | Poincaré 2                         | 15 janvier 1922               | 29 mars 1924                  |
| Daniel Daniel-Vincent            | Ministre du Travail et de l'Hygiène                                                               | Aucun                               | Aucun                                                                                    | Poincaré 3                         | 29 mars 1924                  | 9 juin 1924                   |
| Paul Jourdain                    | Ministre du Travail et de l'Hygiène                                                               | Aucun                               | Aucun                                                                                    | François-Marsal                    | 9 juin 1924                   | 14 juin 1924                  |
| Présidence de Gaston Doumergue   |                                                                                                   |                                     |                                                                                          |                                    |                               |                               |
| Justin Godart                    | Ministre du Travail, de l'Hygiène, de l'Assistance et la Prévoyance sociales                      | Aucun                               | Aucun                                                                                    | Herriot 1                          | 14 juin 1924                  | 17 avril 1925                 |
| Antoine Durafour                 | Ministre du Travail, de l'Hygiène, de l'Assistance et la Prévoyance sociales                      | Aucun                               | Aucun                                                                                    | Painlevé 2 et 3, Briand 8, 9 et 10 | 17 avril 1925                 | 19 juillet 1926               |
| Louis Pasquet                    | Ministre du Travail, de l'Hygiène, de l'Assistance et la Prévoyance sociales                      | Aucun                               | Aucun                                                                                    | Herriot 2                          | 19 juillet 1926               | 23 juillet 1926               |
| André Fallières                  | Ministre du Travail, de l'Hygiène, de l'Assistance et la Prévoyance sociales                      | Aucun                               | Aucun                                                                                    | Poincaré 4                         | 23 juillet 1926               | 1er juin 1928                 |
| Louis Loucheur                   | Ministre du Travail, de l'Hygiène, de l'Assistance et la Prévoyance sociales                      | Alfred Oberkirch                    | Sous-secrétaire d'État au Travail, à l'Hygiène, et aux Assistance et Prévoyance sociales | Poincaré 4                         | 1er juin 1928                 | 11 novembre 1928              |
| Louis Loucheur                   | Ministre du Travail, de l'Hygiène, de l'Assistance et la Prévoyance sociales                      | Alfred Oberkirch                    | Sous-secrétaire d'État au Travail, à l'Hygiène, et aux Assistance et Prévoyance sociales | Poincaré 5, Briand 11 et Tardieu 1 | 11 novembre 1928              | 21 février 1930               |
| Louis Loucheur                   | Ministre du Travail, de l'Hygiène, de l'Assistance et la Prévoyance sociales                      | Aucun                               | Aucun                                                                                    | Chautemps 1                        | 21 février 1930               | 2 mars 1930                   |
| Pierre Laval                     | Ministre du Travail et de la Prévoyance sociale                                                   | Pierre Cathala                      | Sous-secrétaire d'État au Travail et à la Prévoyance sociale                             | Tardieu 2                          | 2 mars 1930                   | 13 décembre 1930              |
| Édouard Grinda                   | Ministre du Travail et de la Prévoyance sociale                                                   | Auguste Mounié                      | Sous-secrétaire d'État au Travail et à la Prévoyance sociale                             | Steeg                              | 13 décembre 1930              | 27 janvier 1931               |
| Adolphe Landry                   | Ministre du Travail et de la Prévoyance sociale                                                   | Maurice Foulon                      | Sous-secrétaire d'État au Travail et à la Prévoyance sociale                             | Laval 1                            | 27 janvier 1931               | 13 juin 1931                  |
| Présidence de Paul Doumer        |                                                                                                   |                                     |                                                                                          |                                    |                               |                               |
| Adolphe Landry                   | Ministre du Travail et de la Prévoyance sociale                                                   | Maurice Foulon                      | Sous-secrétaire d'État au Travail et à la Prévoyance sociale                             | Laval 2 Laval 3                    | 13 juin 1931                  | 20 février 1932               |
| Pierre Laval                     | Ministre du Travail et de la Prévoyance sociale                                                   | Aucun                               | Aucun                                                                                    | Tardieu 3                          | 20 février 1932               | 3 juin 1932                   |
| Présidence d'Albert Lebrun       |                                                                                                   |                                     |                                                                                          |                                    |                               |                               |
| Albert Dalimier                  | Ministre du Travail et de la Prévoyance sociale                                                   | Aucun                               | Aucun                                                                                    | Herriot 3                          | 3 juin 1932                   | 18 décembre 1932              |
| Albert Dalimier                  | Ministre du Travail et de la Prévoyance sociale                                                   | François de Tessan                  | Sous-secrétaire d'État au Travail et à la Prévoyance sociale                             | Paul-Boncour                       | 18 décembre 1932              | 31 janvier 1933               |
| François Albert                  | Ministre du Travail et de la Prévoyance sociale                                                   | Aucun                               | Aucun                                                                                    | Daladier 1                         | 31 janvier 1933               | 26 octobre 1933               |
| Eugène Frot                      | Ministre du Travail et de la Prévoyance sociale                                                   | Aucun                               | Aucun                                                                                    | Sarraut 1                          | 26 octobre 1933               | 26 novembre 1933              |
| Lucien Lamoureux                 | Ministre du Travail et de la Prévoyance sociale                                                   | Aucun                               | Aucun                                                                                    | Chautemps 2                        | 26 novembre 1933              | 9 janvier 1934                |
| Eugène Frot                      | Ministre du Travail et de la Prévoyance sociale                                                   | Aucun                               | Aucun                                                                                    | Chautemps 2                        | 9 janvier 1934                | 30 janvier 1934               |
| Jean Valadier                    | Ministre du Travail et de la Prévoyance sociale                                                   | Aucun                               | Aucun                                                                                    | Daladier 2                         | 30 janvier 1934               | 9 février 1934                |
| Adrien Marquet                   | Ministre du Travail et de la Prévoyance sociale                                                   | Aucun                               | Aucun                                                                                    | Doumergue 2                        | 9 février 1934                | 8 novembre 1934               |
| Paul Jacquier                    | Ministre du Travail et de la Prévoyance sociale                                                   | Aucun                               | Aucun                                                                                    | Flandin 1                          | 8 novembre 1934               | 1er juin 1935                 |
| Ludovic-Oscar Frossard           | Ministre du Travail et de la Prévoyance sociale                                                   | Aucun                               | Aucun                                                                                    | Bouisson                           | 1er juin 1935                 | 7 juin 1935                   |
| Ludovic-Oscar Frossard           | Ministre du Travail et de la Prévoyance sociale                                                   | Aucun                               | Aucun                                                                                    | Laval 4                            | 7 juin 1935                   | 24 janvier 1936               |
| Ludovic-Oscar Frossard           | Ministre du Travail et de la Prévoyance sociale                                                   | Maxence Bibié                       | Sous-secrétaire d'État au Travail                                                        | Sarraut 2                          | 24 janvier 1936               | 4 juin 1936                   |
| Jean-Baptiste Lebas              | Ministre du Travail et de la Prévoyance sociale                                                   | Aucun                               | Aucun                                                                                    | Blum 1                             | 4 juin 1936                   | 22 juin 1937                  |
| André Février                    | Ministre du Travail et de la Prévoyance sociale                                                   | Philippe Serre                      | Sous-secrétaire d'État au Travail                                                        | Chautemps 3                        | 22 juin 1937                  | 18 janvier 1938               |
| Paul Ramadier                    | Ministre du Travail et de la Prévoyance sociale                                                   | Gabriel Lafaye                      | Sous-secrétaire d'État au Travail                                                        | Chautemps 4                        | 18 janvier 1938               | 13 mars 1938                  |
| Albert Sérol                     | Ministre du Travail et de la Prévoyance sociale                                                   | Philippe Serre                      | Sous-secrétaire d'État au Travail                                                        | Blum 2                             | 13 mars 1938                  | 10 avril 1938                 |
| Paul Ramadier                    | Ministre du Travail et de la Prévoyance sociale                                                   | Aucun                               | Aucun                                                                                    | Daladier 3                         | 10 avril 1938                 | 23 août 1938                  |
| Charles Pomaret                  | Ministre du Travail et de la Prévoyance sociale                                                   | Aucun                               | Aucun                                                                                    | Daladier 3                         | 23 août 1938                  | 21 mars 1940                  |
| Charles Pomaret                  | Ministre du Travail et de la Prévoyance sociale                                                   | Aucun                               | Aucun                                                                                    | Reynaud                            | 21 mars 1940                  | 16 juin 1940                  |
| André Février                    | Ministre du Travail et de la Prévoyance sociale                                                   | Aucun                               | Aucun                                                                                    | Pétain                             | 16 juin 1940                  | 27 juin 1940                  |
| Charles Pomaret                  | Ministre du Travail et de la Prévoyance sociale                                                   | Aucun                               | Aucun                                                                                    | Pétain                             | 27 juin 1940                  | 12 juillet 1940               |

## Régime de Vichy
| Ministre          | Intitulé                                                                 | Autre ministre ou Secrétaire d'État | Intitulé                                           | Gouvernement      | Début            | Fin              |
| Philippe Pétain   | Philippe Pétain                                                          | Philippe Pétain                     | Philippe Pétain                                    | Philippe Pétain   | Philippe Pétain  | Philippe Pétain  |
| ----------------- | ------------------------------------------------------------------------ | ----------------------------------- | -------------------------------------------------- | ----------------- | ---------------- | ---------------- |
| René Belin        | Ministre de la Production industrielle et du Travail                     | Aucun                               | Aucun                                              | Laval 5 (à Vichy) | 12 juillet 1940  | 23 février 1941  |
| René Belin        | Secrétaire d'État au Travail                                             | Aucun                               | Aucun                                              | Darlan (à Vichy)  | 23 février 1941  | 30 octobre 1941  |
| René Belin        | Secrétaire d'État au Travail                                             | Jean Terray                         | Secrétaire général au Travail et à la Main-d'œuvre | Darlan (à Vichy)  | 30 octobre 1941  | 18 avril 1942    |
| Hubert Lagardelle | Ministre du Travail                                                      | Jean Terray                         | Secrétaire général au Travail et à la Main-d'œuvre | Laval 6 (à Vichy) | 18 avril 1942    | 6 juin 1942      |
| Hubert Lagardelle | Ministre du Travail                                                      | Aucun                               | Aucun                                              | Laval 6 (à Vichy) | 18 avril 1942    | 21 novembre 1943 |
| Jean Bichelonne   | Ministre de la Production Industrielle, des Communications et du Travail | Aucun                               | Aucun                                              | Laval 6 (à Vichy) | 21 novembre 1943 | 16 mars 1944     |
| Marcel Déat       | Ministre secrétaire d’État au Travail et à la Solidarité nationale       | Aucun                               | Aucun                                              | Laval 6 (à Vichy) | 16 mars 1944     | 20 août 1944     |

## Comité national français puis Comité français de Libération nationale
| Ministre          | Intitulé                                                          | Autre ministre ou Secrétaire d'État | Intitulé          | Gouvernement                | Début             | Fin               |
| Charles de Gaulle | Charles de Gaulle                                                 | Charles de Gaulle                   | Charles de Gaulle | Charles de Gaulle           | Charles de Gaulle | Charles de Gaulle |
| ----------------- | ----------------------------------------------------------------- | ----------------------------------- | ----------------- | --------------------------- | ----------------- | ----------------- |
| André Diethelm    | Commissaire National à l'Intérieur, au Travail et à l'Information | Aucun                               | Aucun             | Comité National (à Londres) | 24 septembre 1941 | 28 juillet 1942   |
| André Philip      | Commissaire National à l'Intérieur et au Travail                  | Aucun                               | Aucun             | Comité National (à Londres) | 28 juillet 1942   | 7 juin 1943       |
| Adrien Tixier     | Commissaire au Travail et à la Prévoyance sociale                 | Aucun                               | Aucun             | CFLN 1 (à Alger)            | 7 juin 1943       | 9 novembre 1943   |
| Adrien Tixier     | Commissaire aux Affaires sociales                                 | Aucun                               | Aucun             | CFLN 2 (à Alger)            | 9 novembre 1943   | 26 août 1944      |

## Gouvernement provisoire de la République française
| Ministre                                           | Intitulé                                           | Autre ministre ou Secrétaire d'État                | Intitulé                                                   | Gouvernement                                       | Début                                              | Fin                                                |
| Gouvernement provisoire de la République française | Gouvernement provisoire de la République française | Gouvernement provisoire de la République française | Gouvernement provisoire de la République française         | Gouvernement provisoire de la République française | Gouvernement provisoire de la République française | Gouvernement provisoire de la République française |
| -------------------------------------------------- | -------------------------------------------------- | -------------------------------------------------- | ---------------------------------------------------------- | -------------------------------------------------- | -------------------------------------------------- | -------------------------------------------------- |
| Adrien Tixier                                      | Commissaire aux Affaires sociales                  | René Sanson                                        | Secrétaire général au Travail                              | Gouvernement provisoire de la République française | 26 août 1944                                       | 10 septembre 1944                                  |
| Alexandre Parodi                                   | Ministre du Travail et de la Sécurité sociale      | Aucun                                              | Aucun                                                      | de Gaulle 1                                        | 10 septembre 1944                                  | 21 novembre 1945                                   |
| Ambroise Croizat                                   | Ministre du Travail                                | Aucun                                              | Aucun                                                      | de Gaulle 2                                        | 21 novembre 1945                                   | 26 janvier 1946                                    |
| Ambroise Croizat                                   | Ministre du Travail et de la Sécurité sociale      | Marius Patinaud                                    | Sous-secrétaire d'État au Travail et à la Sécurité sociale | Gouin                                              | 26 janvier 1946                                    | 24 juin 1946                                       |
| Ambroise Croizat                                   | Ministre du Travail et de la Sécurité sociale      | Marius Patinaud                                    | Sous-secrétaire d'État au Travail                          | Bidault 1                                          | 24 juin 1946                                       | 16 décembre 1946                                   |

## Quatrième République
| Ministre                     | Intitulé                                                  | Autre ministre ou Secrétaire d'État | Intitulé                                                   | Gouvernement                                          | Début                        | Fin                          |
| Présidence de Vincent Auriol | Présidence de Vincent Auriol                              | Présidence de Vincent Auriol        | Présidence de Vincent Auriol                               | Présidence de Vincent Auriol                          | Présidence de Vincent Auriol | Présidence de Vincent Auriol |
| ---------------------------- | --------------------------------------------------------- | ----------------------------------- | ---------------------------------------------------------- | ----------------------------------------------------- | ---------------------------- | ---------------------------- |
| Daniel Mayer                 | Ministre du Travail et de la Sécurité sociale             | Aucun                               | Aucun                                                      | Blum 3                                                | 16 décembre 1946             | 22 janvier 1947              |
| Ambroise Croizat             | Ministre du Travail et de la Sécurité sociale             | Aucun                               | Aucun                                                      | Ramadier 1                                            | 22 janvier 1947              | 4 mai 1947                   |
| Robert Lacoste (intérim)     | Ministre du Travail et de la Sécurité sociale             | Aucun                               | Aucun                                                      | Ramadier 1                                            | 4 mai 1947                   | 9 mai 1947                   |
| Daniel Mayer                 | Ministre du Travail et de la Sécurité sociale             | Aucun                               | Aucun                                                      | Ramadier 1                                            | 9 mai 1947                   | 22 octobre 1947              |
| Daniel Mayer                 | Ministre des Affaires sociales et des Anciens Combattants | Aucun                               | Aucun                                                      | Ramadier 2                                            | 22 octobre 1947              | 24 novembre 1947             |
| Daniel Mayer                 | Ministre du Travail et de la Sécurité sociale             | Aucun                               | Aucun                                                      | Schuman 1 Schuman 2 Marie Queuille 1                  | 24 novembre 1947             | 28 octobre 1949              |
| Pierre Ségelle               | Ministre du Travail et de la Sécurité sociale             | Aucun                               | Aucun                                                      | Bidault 2                                             | 29 octobre 1949              | 7 février 1950               |
| Paul Bacon                   | Ministre du Travail et de la Sécurité sociale             | Aucun                               | Aucun                                                      | Bidault 2                                             | 7 février 1950               | 2 juillet 1950               |
| Paul Bacon                   | Ministre du Travail et de la Sécurité sociale             | Aucun                               | Aucun                                                      | Queuille 2 Queuille 3 Pleven 1 Pleven 2 Edgar Faure 1 | 2 juillet 1950               | 8 mars 1952                  |
| Pierre Garet                 | Ministre du Travail et de la Sécurité sociale             | Aucun                               | Aucun                                                      | Pinay                                                 | 8 mars 1952                  | 8 janvier 1953               |
| Paul Bacon                   | Ministre du Travail et de la Sécurité sociale             | Aucun                               | Aucun                                                      | Mayer Laniel 1 Laniel 2                               | 8 janvier 1953               | 19 juin 1954                 |
| Présidence de René Coty      |                                                           |                                     |                                                            |                                                       |                              |                              |
| Eugène Claudius-Petit        | Ministre du Travail et de la Sécurité sociale             | Aucun                               | Aucun                                                      | Mendès France                                         | 19 juin 1954                 | 3 septembre 1954             |
| Louis Aujoulat               | Ministre du Travail et de la Sécurité sociale             | Aucun                               | Aucun                                                      | Mendès France                                         | 3 septembre 1954             | 23 février 1955              |
| Paul Bacon                   | Ministre du Travail et de la Sécurité sociale             | Aucun                               | Aucun                                                      | Edgar Faure 2                                         | 23 février 1955              | 1er février 1956             |
| Albert Gazier                | Ministre des Affaires sociales                            | Jean Minjoz                         | Secrétaire d'État au Travail et à la Sécurité sociale      | Mollet Bourgès-Maunoury                               | 1er février 1956             | 6 novembre 1957              |
| Paul Bacon                   | Ministre du Travail et de la Sécurité sociale             | Jean Maga-Coutoucou                 | Sous-secrétaire d'État au Travail et à la Sécurité sociale | Gaillard                                              | 6 novembre 1957              | 14 mai 1958                  |
| Paul Bacon                   | Ministre du Travail et de la Sécurité sociale             | Aucun                               | Aucun                                                      | Pflimlin                                              | 14 mai 1958                  | 1er juin 1958                |
| Paul Bacon                   | Ministre du Travail                                       | Aucun                               | Aucun                                                      | de Gaulle 3                                           | 1er juin 1958                | 8 janvier 1959               |

## Cinquième République
| Ministre                                                                                   | Intitulé                                                                                    | Ministre délégué ou Secrétaire d'État | Intitulé                                                                                         | Gouvernement                    | Début                           | Fin                             |
| Présidence de Charles de Gaulle                                                            | Présidence de Charles de Gaulle                                                             | Présidence de Charles de Gaulle       | Présidence de Charles de Gaulle                                                                  | Présidence de Charles de Gaulle | Présidence de Charles de Gaulle | Présidence de Charles de Gaulle |
| ------------------------------------------------------------------------------------------ | ------------------------------------------------------------------------------------------- | ------------------------------------- | ------------------------------------------------------------------------------------------------ | ------------------------------- | ------------------------------- | ------------------------------- |
| Paul Bacon                                                                                 | Ministre du Travail                                                                         | Aucun                                 | Aucun                                                                                            | Debré                           | 8 janvier 1959                  | 14 avril 1962                   |
| Paul Bacon                                                                                 | Ministre du Travail                                                                         | Aucun                                 | Aucun                                                                                            | Pompidou 1                      | 14 avril 1962                   | 16 mai 1962                     |
| Gilbert Grandval                                                                           | Ministre du Travail                                                                         | Aucun                                 | Aucun                                                                                            | Pompidou 1                      | 16 mai 1962                     | 28 novembre 1962                |
| Gilbert Grandval                                                                           | Ministre du Travail                                                                         | Aucun                                 | Aucun                                                                                            | Pompidou 2                      | 6 décembre 1962                 | 8 janvier 1966                  |
| Jean-Marcel Jeanneney                                                                      | Ministre des Affaires sociales                                                              | Aucun                                 | Aucun                                                                                            | Pompidou 3                      | 8 janvier 1966                  | 6 avril 1967                    |
| Jean-Marcel Jeanneney                                                                      | Ministre des Affaires sociales                                                              | Jacques Chirac                        | Secrétaire d’État chargé des Problèmes de l'Emploi                                               | Pompidou 4                      | 6 avril 1967                    | 31 mai 1968                     |
| Maurice Schumann                                                                           | Ministre d’État, Ministre des Affaires sociales                                             | Yvon Morandat                         | Secrétaire d’État chargé des Problèmes de l'Emploi                                               | Pompidou 5                      | 31 mai 1968                     | 10 juillet 1968                 |
| Maurice Schumann                                                                           | Ministre d’État, Ministre des Affaires sociales                                             | Marie-Madeleine Dienesch              | Secrétaire d’État                                                                                | Couve de Murville               | 12 juillet 1968                 | 20 juin 1969                    |
| Maurice Schumann                                                                           | Ministre d’État, Ministre des Affaires sociales                                             | Pierre Dumas                          | Secrétaire d’État                                                                                | Couve de Murville               | 12 juillet 1968                 | 20 juin 1969                    |
| Présidence de Georges Pompidou                                                             |                                                                                             |                                       |                                                                                                  |                                 |                                 |                                 |
| Joseph Fontanet                                                                            | Ministre du Travail, de l'Emploi et de la Population                                        | Philippe Dechartre                    | Secrétaire d’État                                                                                | Chaban-Delmas                   | 22 juin 1969                    | 5 mai 1972                      |
| Joseph Fontanet                                                                            | Ministre du Travail, de l'Emploi et de la Population                                        | Aucun                                 | Aucun                                                                                            | Chaban-Delmas                   | 5 mai 1972                      | 6 juillet 1972                  |
| Edgar Faure                                                                                | Ministre d’État, Ministre des Affaires sociales                                             | Christian Poncelet                    | Secrétaire d’État                                                                                | Messmer 1                       | 6 juillet 1972                  | 2 avril 1973                    |
| Georges Gorse                                                                              | Ministre du Travail, de l'Emploi et de la Population                                        | Christian Poncelet                    | Secrétaire d’État                                                                                | Messmer 2                       | 5 avril 1973                    | 27 février 1974                 |
| Georges Gorse                                                                              | Ministre du Travail, de l'Emploi et de la Population                                        | Aucun                                 | Aucun                                                                                            | Messmer 3                       | 1er mars 1974                   | 28 mai 1974                     |
| Présidence de Valéry Giscard d'Estaing                                                     |                                                                                             |                                       |                                                                                                  |                                 |                                 |                                 |
| Michel Durafour                                                                            | Ministre du Travail                                                                         | Lionel Stoléru                        | Secrétaire d’État chargé de la Condition des Travailleurs manuels                                | Chirac 1                        | 28 mai 1974                     | 27 août 1976                    |
| Christian Beullac                                                                          | Ministre du Travail                                                                         | Lionel Stoléru                        | Secrétaire d’État chargé de la Condition des Travailleurs manuels                                | Barre 1                         | 27 août 1976                    | 30 mars 1977                    |
| Christian Beullac                                                                          | Ministre du Travail                                                                         | Jacques Legendre et Lionel Stoléru    | Secrétaires d’État                                                                               | Barre 2                         | 30 mars 1977                    | 6 avril 1978                    |
| Christian Beullac                                                                          | Ministre du Travail                                                                         | Nicole Pasquier                       | Secrétaire d’État chargée de l'Emploi féminin                                                    | Barre 2                         | 10 janvier 1978                 | 6 avril 1978                    |
| Robert Boulin (décédé le 29 octobre 1979) puis Jean Mattéoli (à partir du 8 novembre 1979) | Ministre du Travail et de la Participation                                                  | Lionel Stoléru                        | Secrétaire d’État chargé des Travailleurs manuels et immigrés                                    | Barre 3                         | 5 avril 1978                    | 22 mai 1981                     |
| Robert Boulin (décédé le 29 octobre 1979) puis Jean Mattéoli (à partir du 8 novembre 1979) | Ministre du Travail et de la Participation                                                  | Nicole Pasquier                       | Secrétaire d’État chargée de l'Emploi féminin                                                    | Barre 3                         | 5 avril 1978                    | 22 mai 1981                     |
| Présidence de François Mitterrand                                                          |                                                                                             |                                       |                                                                                                  |                                 |                                 |                                 |
| Jean Auroux                                                                                | Ministre du Travail                                                                         | Aucun                                 | Aucun                                                                                            | Mauroy 1                        | 22 mai 1981                     | 23 juin 1981                    |
| Jean Auroux                                                                                | Ministre du Travail                                                                         | Aucun                                 | Aucun                                                                                            | Mauroy 2                        | 23 juin 1981                    | 29 juin 1982                    |
| Pierre Bérégovoy                                                                           | Ministre des Affaires sociales et de la Solidarité nationale                                | Jean Auroux                           | Ministre délégué au Travail                                                                      | Mauroy 2                        | 29 juin 1982                    | 22 mars 1983                    |
| Pierre Bérégovoy                                                                           | Ministre des Affaires sociales et de la Solidarité nationale                                | Jack Ralite                           | Ministre délégué à l'emploi                                                                      | Mauroy 3                        | 24 mars 1983                    | 19 juillet 1984                 |
| Michel Delebarre                                                                           | Ministre du Travail, de l'Emploi et de la Formation professionnelle                         | Aucun                                 | Aucun                                                                                            | Fabius                          | 19 juillet 1984                 | 20 mars 1986                    |
| Philippe Séguin                                                                            | Ministre des Affaires sociales et de l'Emploi                                               | Jean Arthuis                          | Secrétaire d’État                                                                                | Chirac 2                        | 20 mars 1986                    | 20 janvier 1987                 |
| Philippe Séguin                                                                            | Ministre des Affaires sociales et de l'Emploi                                               | Aucun                                 | Aucun                                                                                            | Chirac 2                        | 20 janvier 1987                 | 12 mai 1988                     |
| Michel Delebarre                                                                           | Ministre des Affaires sociales et de l'Emploi                                               | Aucun                                 | Aucun                                                                                            | Rocard 1                        | 12 mai 1988                     | 28 juin 1988                    |
| Jean-Pierre Soisson                                                                        | Ministre du Travail, de l'Emploi et de la Formation professionnelle                         | Aucun                                 | Aucun                                                                                            | Rocard 2                        | 28 juin 1988                    | 16 mai 1991                     |
| Martine Aubry                                                                              | Ministre du Travail, de l'Emploi et de la Formation professionnelle                         | Aucun                                 | Aucun                                                                                            | Cresson                         | 16 mai 1991                     | 4 avril 1992                    |
| Martine Aubry                                                                              | Ministre du Travail, de l'Emploi et de la Formation professionnelle                         | Aucun                                 | Aucun                                                                                            | Bérégovoy                       | 4 avril 1992                    | 30 mars 1993                    |
| Michel Giraud                                                                              | Ministre du Travail, de l'Emploi et de la Formation professionnelle                         | Aucun                                 | Aucun                                                                                            | Balladur                        | 30 mars 1993                    | 18 mai 1995                     |
| Présidence de Jacques Chirac                                                               |                                                                                             |                                       |                                                                                                  |                                 |                                 |                                 |
| Jacques Barrot                                                                             | Ministre du Travail                                                                         | Anne-Marie Couderc                    | Secrétaire d'État auprès du Premier ministre, chargée de l'Emploi                                | Juppé 1                         | 18 mai 1995                     | 6 novembre 1995                 |
| Jacques Barrot                                                                             | Ministre du Travail et des Affaires sociales                                                | Anne-Marie Couderc                    | Ministre à l'Emploi                                                                              | Juppé 2                         | 6 novembre 1995                 | 4 juin 1997                     |
| Martine Aubry                                                                              | Ministre de l'Emploi et de la Solidarité                                                    | Aucun                                 | Aucun                                                                                            | Jospin                          | 4 juin 1997                     | 18 octobre 2000                 |
| Élisabeth Guigou                                                                           | Ministre de l'Emploi et de la Solidarité                                                    | Aucun                                 | Aucun                                                                                            | Jospin                          | 18 octobre 2000                 | 7 mai 2002                      |
| François Fillon                                                                            | Ministre des Affaires sociales, du Travail et de la Solidarité                              | Aucun                                 | Aucun                                                                                            | Raffarin 1                      | 7 mai 2002                      | 17 juin 2002                    |
| François Fillon                                                                            | Ministre des Affaires sociales, du Travail et de la Solidarité                              | Nicole Ameline                        | Ministre déléguée à la Parité et à l'Égalité professionnelle                                     | Raffarin 2                      | 17 juin 2002                    | 30 mars 2004                    |
| Jean-Louis Borloo                                                                          | Ministre de l'Emploi, du Travail et de la Cohésion sociale                                  | Nicole Ameline                        | Ministre de la Parité et de l'Égalité professionnelle                                            | Raffarin 3                      | 31 mars 2004                    | 31 mai 2005                     |
| Jean-Louis Borloo                                                                          | Ministre de l'Emploi, du Travail et de la Cohésion sociale                                  | Laurent Hénart                        | Secrétaire d'État à l'insertion professionnelle des jeunes                                       | Raffarin 3                      | 31 mars 2004                    | 31 mai 2005                     |
| Jean-Louis Borloo                                                                          | Ministre de l'Emploi, du Travail et de la Cohésion sociale                                  | Gérard Larcher                        | Ministre délégué aux Relations du Travail                                                        | Raffarin 3                      | 31 mars 2004                    | 31 mai 2005                     |
| Jean-Louis Borloo                                                                          | Ministre de l'Emploi, de la Cohésion sociale et du Logement                                 | Gérard Larcher                        | Ministre délégué à l'Emploi, au Travail et à l'Insertion professionnelle des jeunes              | Villepin                        | 2 juin 2005                     | 15 mai 2007                     |
| Présidence de Nicolas Sarkozy                                                              |                                                                                             |                                       |                                                                                                  |                                 |                                 |                                 |
| Xavier Bertrand                                                                            | Ministre du Travail, des Relations sociales et de la Solidarité                             | Aucun                                 | Aucun                                                                                            | Fillon 1                        | 18 mai 2007                     | 18 juin 2007                    |
| Xavier Bertrand                                                                            | Ministre du Travail, des Relations sociales et de la Solidarité                             | Valérie Létard                        | Secrétaire d'État chargée de la Solidarité                                                       | Fillon 2                        | 19 juin 2007                    | 17 mars 2008                    |
| Xavier Bertrand                                                                            | Ministre du Travail, des Relations sociales, de la Famille et de la Solidarité              | Valérie Létard                        | Secrétaire d'État chargée de la Solidarité                                                       | Fillon 2                        | 18 mars 2008                    | 14 janvier 2009                 |
| Brice Hortefeux                                                                            | Ministre du Travail, des Relations sociales, de la Famille, de la Solidarité et de la Ville | Valérie Létard                        | Secrétaire d'État chargée de la Solidarité                                                       | Fillon 2                        | 15 janvier 2009                 | 23 juin 2009                    |
| Xavier Darcos                                                                              | Ministre du Travail, des Relations sociales, de la Famille, de la Solidarité et de la Ville | Nadine Morano                         | Secrétaire d'État à la Famille et à la Solidarité                                                | Fillon 2                        | 23 juin 2009                    | 22 mars 2010                    |
| Éric Woerth                                                                                | Ministre du Travail, de la Solidarité et de la Fonction publique                            | Nadine Morano                         | Secrétaire d'État à la Famille et à la Solidarité                                                | Fillon 2                        | 22 mars 2010                    | 13 novembre 2010                |
| Xavier Bertrand                                                                            | Ministre du Travail, de l'Emploi et de la Santé                                             | Aucun                                 | Aucun                                                                                            | Fillon 3                        | 16 novembre 2010                | 10 mai 2012                     |
| Présidence de François Hollande                                                            |                                                                                             |                                       |                                                                                                  |                                 |                                 |                                 |
| Michel Sapin                                                                               | Ministre du Travail, de l'Emploi, de la Formation professionnelle et du Dialogue social     | Aucun                                 | Aucun                                                                                            | Ayrault 1 et 2                  | 16 mai 2012                     | 31 mars 2014                    |
| François Rebsamen                                                                          | Ministre du Travail, de l'Emploi et du Dialogue social                                      | Aucun                                 | Aucun                                                                                            | Valls 1                         | 2 avril 2014                    | 25 août 2014                    |
| François Rebsamen                                                                          | Ministre du Travail, de l'Emploi de la Formation professionnelle et du Dialogue social      | Aucun                                 | Aucun                                                                                            | Valls 2                         | 26 août 2014                    | 2 septembre 2015                |
| Myriam El Khomri                                                                           | Ministre du Travail, de l'Emploi de la Formation professionnelle et du Dialogue social      | Aucun                                 | Aucun                                                                                            | Valls 2                         | 2 septembre 2015                | 6 décembre 2016                 |
| Myriam El Khomri                                                                           | Ministre du Travail, de l'Emploi de la Formation professionnelle et du Dialogue social      | Aucun                                 | Aucun                                                                                            | Cazeneuve                       | 6 décembre 2016                 | 15 mai 2017                     |
| Présidence d'Emmanuel Macron                                                               |                                                                                             |                                       |                                                                                                  |                                 |                                 |                                 |
| Muriel Pénicaud                                                                            | Ministre du Travail                                                                         | Aucun                                 | Aucun                                                                                            | Philippe 1                      | 17 mai 2017                     | 21 juin 2017                    |
| Muriel Pénicaud                                                                            | Ministre du Travail                                                                         | Aucun                                 | Aucun                                                                                            | Philippe 2                      | 21 juin 2017                    | 18 mai 2020                     |
| Muriel Pénicaud                                                                            | Ministre du Travail                                                                         | Laurent Pietraszewski                 | Secrétaire d'État chargé de la Protection de la santé des salariés contre l'épidémie de Covid-19 | Philippe 2                      | 19 mai 2020                     | 3 juillet 2020                  |
| Élisabeth Borne                                                                            | Ministre du Travail, de l'Emploi et de l'Insertion                                          | Brigitte Klinkert                     | Ministre chargée de l'Insertion                                                                  | Castex                          | 6 juillet 2020                  | 20 mai 2022                     |
| Élisabeth Borne                                                                            | Ministre du Travail, de l'Emploi et de l'Insertion                                          | Laurent Pietraszewski                 | Secrétaire d'État chargé des Retraites et de la Santé au travail                                 | Castex                          | 6 juillet 2020                  | 20 mai 2022                     |
| Olivier Dussopt                                                                            | Ministre du Travail, du Plein emploi et de l'Insertion                                      | Carole Grandjean                      | Ministre déléguée chargée de l'Enseignement et de la Formation professionnels                    | Borne                           | 20 mai 2022                     | 9 janvier 2024                  |
| Catherine Vautrin                                                                          | Ministre du Travail, de la Santé et Solidarités                                             | Aucun                                 | Aucun                                                                                            | Attal                           | 11 janvier 2024                 | 21 septembre 2024               |
| Astrid Panosyan-Bouvet                                                                     | Ministre du Travail et de l'Emploi                                                          | Aucun                                 | Aucun                                                                                            | Barnier                         | 21 septembre 2024               | 23 décembre 2024                |
| Catherine Vautrin                                                                          | Ministre du Travail, de la Santé, des Solidarités et des Familles                           | Astrid Panosyan-Bouvet                | Ministre chargée du Travail et de l'Emploi                                                       | Bayrou                          | 23 décembre 2024                | en fonction                     |